# Acacia beauverdiana
Acacia beauverdiana é uma espécie de leguminosa do gênero Acacia, pertencente à família Fabaceae.